# Paracyclops poppei
Paracyclops poppei – gatunek widłonoga z rodziny Cyclopidae. Opisał go w 1880 roku niemiecki zoolog Hermann Rehberg, nadając mu nazwę Cyclops poppei.